# Зигфрид (граф Люксембурга)
Зигфрид (нем. Siegfried, фр. Sigefroid; умер 28 октября 998) — граф в Мозельгау и Арденненгау, первый граф Люксембурга (963—998), родоначальник первого Люксембургского дома. Под его фогтством находились два крупных монастыря в Трире и в Меце. Традиционно он считается первым графом Люксембурга, хотя фактически этот титул впервые появился в источниках только в актах Вильгельма I на рубеже XI и XII веков.

## Биография

### Происхождение
Традиционно Зигфрид считается сыном Вигериха пфальцграфа Лотарингии и графа Бидгау. Несмотря на то, что в исторических источниках имя отца Зигфрида не упоминается, в XI веке была создана генеалогия Кунигунды Люксембургской, жены императора Священной Римской империи Генриха II, связывавшая её с Каролингами. Матерью Зигфрида там была показана Кунигунда, дочь Ирментруды и внучка Людовика II Заики, короля Западно-Франкского королевства. Поздние исследователи отождествили её с женой Вигериха, которую тоже звали Кунигунда.
В пользу родства Вигерихидов с Каролингами служит акт короля Западно-Франкского королевства Карла III Простоватого, который называет будущего епископа Меца Адальберона I nepotem (то есть «племянник» или «внук»). Адальберон приходился сыном Вигериху и Кунигунде. Однако у Карла III не было сестры или дочери по имени Кунигунда. Для того, чтобы снять это противоречие, Леон Вандеркиндер перевёл nepotem как «двоюродный брат». Кто был отцом Кунигунды, точно не установлено.
Родство Зигфрида с Вигерихидами установлено на основании письма, датированного 985 году, которое написал Герберт из Орильяка. В нём он называет Зигфрида patruus (дядей по отцу) Годфрида Пленника, графа Вердена. Готфрид был внуком Вигериха, на основании чего Зигфрида считают сыном Вигериха. В пользу гипотезы о принадлежности Зикфрида к Вигерихидам говорит и ономастические данные: как среди детей Зигфрида встречаются имена Кунигунда, Лиутгарда, Адальберон, Фридрих, Гизельберт, которые характерны для Вигерихидов.
Однако существуют хронологические проблемы, по которым нельзя полностью принять версию о том, что Зигфрид был сыном Вигериха. Вигерих умер не позже 919 года. Адальберон стал епископом Меца в 929 году и родился не позже 909 года. Тогда Кунигунда, жена Вигериха, должна была родится во второй половине 880-х годов, но её мать Ирментруда не могла родится раньше, чем в 876 году и, в таком случае, не могла быть матерью Кунигунды. Кроме того, сам же Зигфрид, если бы он был сыном Вигериха, должен был родится не позже 919 года. Ко всему прочему он не упомянут в акте, датированном 943 годом, который написала вдова Гозлина, графа Бидгау, сына Вигериха, в который подписали трое других братьев Гозлина. Однако впервые в исторических источниках он появляется только в 959 году. Дети Зигфрида родились в 950-е — 980-е годы. Исходя из этих данных более вероятно, что он родился в 930-х или 940—х годах и, следовательно, не мог быть сыном Вигериха. Для того, чтобы объяснить расхождения в хронологии, была предложена версия, по которой Зигфрид был не сыном, а внуком Вигериха. В этом случае его мать, Кунигунда, не тождественна Кунигунде, жене Вигериха.
При этом существуют аргументы, которые ставят под сомнение родство Зигфрида с Вигерихидами. Между Вигерихидами и потомками Зигфрида существовал постоянный антагонизм, что не очень характерно для феодальных семей в раннем средневековье, в которых родственники, как правило, поддерживали друг друга. Кроме того, между Вигерихидами и потомками Зигфрида не раз заключались браки, а католическая церковь запрещала браки между близкими родственниками. Например, Фридрих, сын Зигфрида, женился на внучке Герберги, сестре графа Готфрида. Леон Вандеркиндер считает её дочерью Гозлина, графа Бидгау, сестрой Готфрида Пленника, графа Вердена. Однако не все исследователи согласны с подобным отождествлением. По другой версии братом Герберги мог быть Готфрид Мецкий, вице-герцог Нижней Лотарингии.
Для того, чтобы разрешить подобные противоречия, исследователи выдвигают и другие версии происхождения Зигфрида. По одной версии Зигфрид мог быть сыном Рикуина, графа Вердена, и Кунигуды, вдовы Вигериха. Однако Рикуин умер в 923/924 году, соответственно эта версия также имеет проблемы с хронологией. Для того, чтобы решить хронологические проблемы, некоторые историки считают Зигфрида сыном Кунигуды от гипотетического третьего брака, заключённого после смерти Рикуина, но документальных свидетельства такого брака не существует.

### Правление
Родовые владения Зигфрида были рассеяны в Верхней Лотарингии — в Арденненгау и Мозельгау, а также в Фулене, Хосингене, Моннерихе, Бернкастеле и Русси. В 963 году в центре своих владений, на скале Бок на месте бывшего римского форта, он построил крепость, получившую название «замок Лисилинбург». Вскоре вокруг замка вырос город, названный позже Люксембургом.
Зигфрид был самым могущественным феодалом в Мозельгау и верным соратником императоров Священной Римской империи. В 984—985 годах Зигфрид оказался в центре конфликта вокруг города Верден между лотарингской знатью из окружения малолетнего императора Оттона III и королём Западно-Франкского королевства Лотарем. В своё время у Зигфрида был конфликт с Викфредом, епископом Вердена, который напал на его владения, но в итоге попал к Зигфриду в плен. Позже он его отпустил. В 984 году при содействии архиепископа Реймса Адальберона епископом от имени Оттона III был пожалован Адальберон II, сын Готфрида I, графа Вердена. Однако это назначение не понравилось королю Лотарю, который в феврале 985 года отправился с армией в Лотарингию и захватил Верден, после чего вернулся в Лан, оставив в Вердене для управления им свою жену Эмму. Но вскоре Зигфрид Люксембургский в союзе с Готфридом Верденским, его сыном Фридрихом, двоюродным братом Готфрида — герцогом Верхней Лотарингии Тьерри I, а также с двумя племянниками Готфрида — графом Ардена Гозелоном и его братом Бардоном, хитростью смогли захватить Верден, изгнав оттуда жену Лотаря и французский гарнизон. В ответ Лотарь опять двинул свою армию в Лотарингию и после осады в марте опять захватил Верден, пленив всех находившихся там графов, в том числе и Зигфрида. В плену Зигфрид пробыл до июня, после чего Лотарь освободил его.
Зигфрид умер 28 октября 998 года и был похоронен в монастыре Святого Максимина в Трире.

### Семья и дети
Жена: до 963 года — Гедвига (ум. 13 декабря после 993). Её точное происхождение не установлено. По одной из гипотез она была дочерью герцога Лотарингии Гизельберта, по другой — внучкой графа Нордгау Эбергарда IV. Дети:
- Генрих I (до 17 сентября 964 — 27 февраля 1026) — граф Люксембурга с 998 года, герцог Баварии (Генрих V) в 1004—1009 и 1017—1026 годах
- Лиутгарда (ум. 15 мая после 1005); муж: с ок. 989 Арнульф (ок. 955 — 18 ноября 993), граф Голландии с 988 года
- Зигфрид (II) (ум. после 985)
- Фридрих (ум. 6 октября 1019) — граф в Мозельгау
- Дитрих (Тьерри) II (ум. 2 мая 1047) — епископ Меца с 1006 года
- Кунигунда (ок. 975 — 3 марта 1033); муж: Генрих II Святой (973—1024), герцог Баварии (Генрих IV) в 995—1004 и 1009—1017 годах, император Священной Римской империи с 1002 года
- Альберада (ум. после 1040)[6]
- Гизельберт II (ум. 18 мая 1004) — граф в Арденненгау
- Адальберон (ум. ок. 1037) — пробст церкви Святого Паулина в Трире, контр-архиепископ Трира в 1008 года
- Ева (ум. после 18 июня 1040); муж: граф Меца Жерар (Герхард) (ум. ок. 1021/1023)
- Ирментруда — аббатиса
- дочь; муж: граф Титмар.